# Capela em Raithby Hall

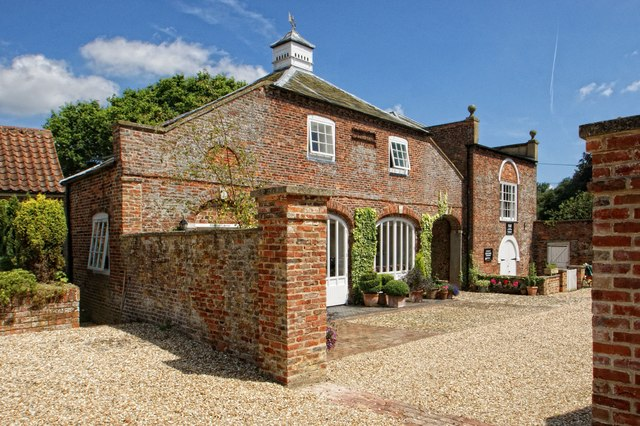
Capela por cima do estábulo (extrema direita)

A pequena capela metodista em Raithby Hall em Raithby by Spilsby é a mais antiga capela metodista em Lincolnshire e uma das mais antigas da Inglaterra. É uma das poucas capelas sobreviventes que foi inaugurada por John Wesley, o pai fundador do Metodismo, e ainda está em uso hoje.
A capela foi construída em tijolos sobre um estábulo existente em 1779 por Robert Carr Brackenbury, o abastado ministro metodista que construiu e viveu em Raithby Hall. O edifício que abriga o estábulo e a capela é classificado como Grau I.